# McNabs Point
McNabs Point (do 24 marca 1976 McNab Point) – przylądek (point) w kanadyjskiej prowincji Nowa Szkocja, w hrabstwie Cumberland (45°45′46″N, 63°21′29″W), wysunięty w zatokę McNabs Bay, na jej północnym brzegu; nazwa McNab Point urzędowo zatwierdzona 6 maja 1947.